# رونالد إيزلي
رونالد إيزلي (بالإنجليزية: Ronald Isley)‏ هو مغني أمريكي، ولد في 21 مايو 1941 في سينسيناتي في الولايات المتحدة.

## وصلات خارجية
- الموقع الرسمي
- رونالد إيزلي على موقع IMDb (الإنجليزية)
- رونالد إيزلي على موقع ميوزك برينز (الإنجليزية)
- رونالد إيزلي على موقع إن إن دي بي (الإنجليزية)
- رونالد إيزلي على موقع أول ميوزيك (الإنجليزية)
- رونالد إيزلي على موقع ديسكوغز (الإنجليزية)
- رونالد إيزلي على موقع قاعدة بيانات الفيلم (الإنجليزية)